# Schwibbogen

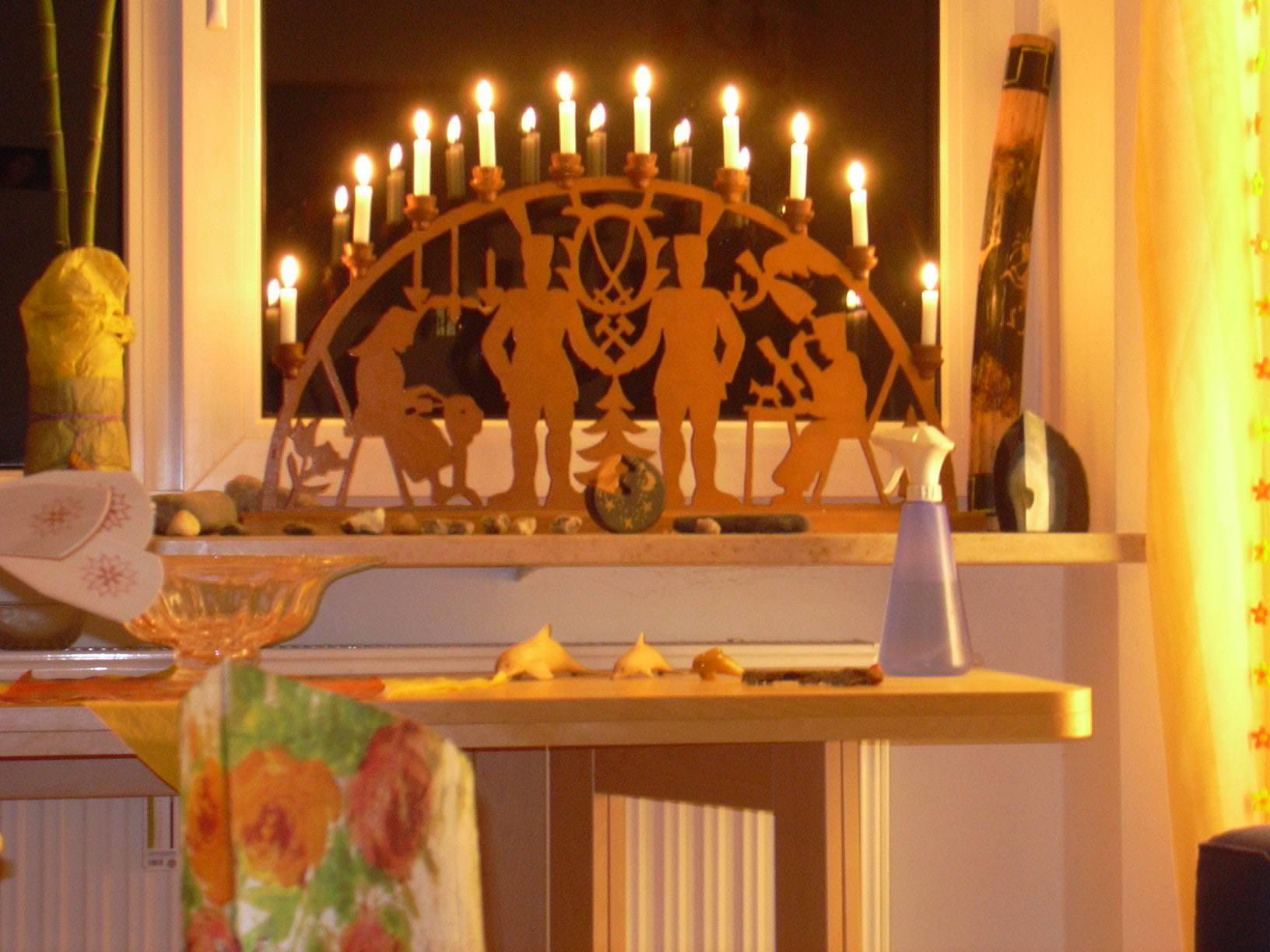
Schwibbogen típico.

Un Schwibbogen es un candelero decorativo originario de los Montes Metálicos en la región de Erzgebirge, Sajonia.
El nombre de Schwibbogen viene de la palabra alemana "Bogen" que significa arco (arquitectónico).
El primer Schwibbogen data de 1740, estaban construidos en metal y por sus grandes dimensiones no eran propios para el interior de las casas, proviene de Erzgebirge, zona montañosa minera lindante entre Alemania y la República Checa. En un principio no se trataba de una decoración navideña, sino que tales objetos simbolizaban una guía de luz para el minero para su retorno diario al hogar.

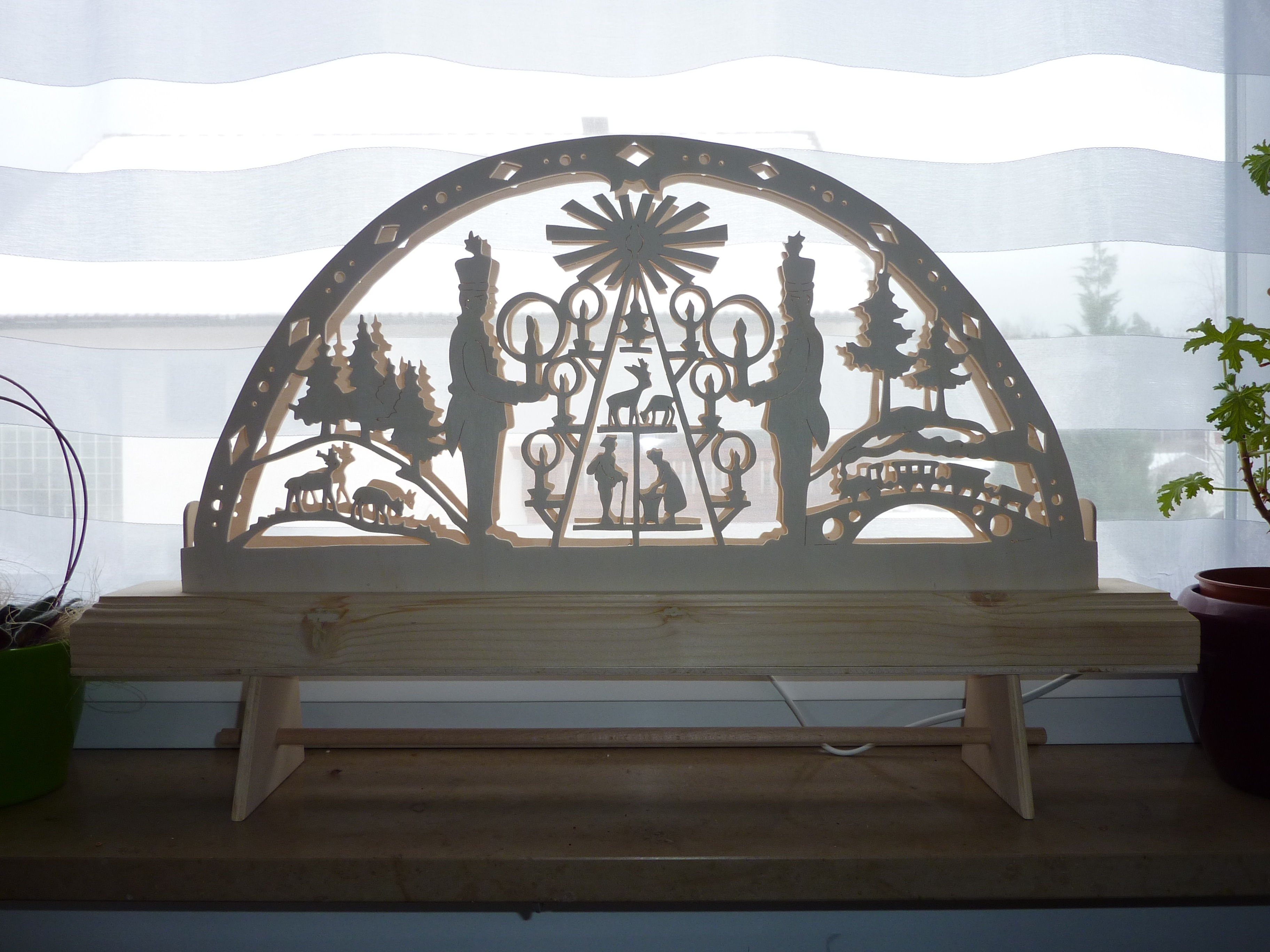
Schwibbogen típico, con las luces apagadas, hecho de madera.

## Iconografía
La forma de arco, en contra de lo que puede parecer no simboliza su origen minero (la boca del túnel), sino la bóveda celeste, y en muchos casos viene representada con recortes que dibujan el sol, la luna y las estrellas. Esta iconografía evoca aquello que los mineros echaban en falta: la luz del día, pues durante los meses de invierno entraban a trabajar antes del amanecer y dejaban la mina cuando ya se había puesto el sol.
En la actualidad, estos objetos decorativos forman parte de la tradición navideña y son elaborados por artesanos que sustituyeron las velas por lamparitas eléctricas. Sus dimensiones se han adecuado a los hogares para ser expuestos delante de las ventanas y para salvar la altura del marco de las mismas emplean un pequeño pedestal.
Los elementos iconográficos hoy día son muy variados; por un lado mantiene la imagen de  las tres fuentes económicas más importantes del pueblo que les dio origen en los siglos XVIII y XIX: el carpintero artesano, la mujer que hace encaje de bolillos y los dos mineros. Además existen otros temas, como el costumbrismo de las familias mineras,  temática de origen religioso como la expulsión del paraíso de Adan y Eva  y temática de fauna típica Alemana además de otros elementos típicos del Erzgebirge.